# Усть-Бургалтай
Усть-Бургалтай (рос. Усть-Бургалтай) — улус Закаменського району, Бурятії Росії. Входить до складу Сільського поселення Усть-Бургалтайське.
Населення — 337 осіб (2015 рік).